# Pristimantis mutabilis
Pristimantis mutabilis é uma espécie de anfíbio da família Craugastoridae. Endêmica do Equador, onde pode ser encontrada nas províncias de Pichincha e Imbabura.
Pristimantis mutabilis é a primeira espécie de anfíbio conhecida com a capacidade de modificar a textura da pele de tuberculada a lisa em poucos minutos como método de camuflagem. Esta capacidade é atribuída a plasticidade fenotípica.